# Миннеэска (город, Миннесота)
Миннеэска (англ. Minneiska) — город в округах Уинона,Уабаша, штат Миннесота, США. На площади 2,7 км² (1,5 км² — суша, 1,2 км² — вода), согласно переписи 2002 года, проживают 116 человек. Плотность населения составляет 79 чел./км². 
- Телефонный код города — 507
- Почтовый индекс — 55910
- FIPS-код города — 27-43036[1]
- GNIS-идентификатор — 0647927[2]